# Alboronia
Alboronia (auch Almoronia, Barania u. a.) ist ein Eintopfgericht der marokkanischen sephardischen Juden. Es besteht hauptsächlich aus gebratenen Auberginen, Hühnchen, Zwiebeln, Safran und Honig. Das Gericht gehört zum kulinarischen Erbe Spaniens und wird dort heute unter demselben Namen zubereitet, allerdings hat sich die Zubereitung in Spanien verändert, da fast nur noch Gemüse aus der neuen Welt enthalten ist: Kürbis, Paprika und Tomaten). In Andalusien wurde das Gericht zum Auberginen-Lamm-Eintopf der Sephardim.
Die Tatsache, dass es in verschiedenen Ländern zubereitet wurde, führte zu verschiedenen Namen für dieses Gericht: būrāniyya, burāniyya oder alboronía in Spanien sowie almoronía, alburnía und brānīya, branya in Marokko. Alboronia wird traditionell von vielen Marokkanern zum Essen vor Jom Kippur serviert.

## Geschichte
Nachdem die Perser die Aubergine aus Indien mitgebracht hatten, wurde sie zur Zutat von Eintöpfen, oft mit Lamm, von denen einer Buraniya genannt wurde, möglicherweise vom Hindi-Namen für Aubergine. Das Gericht Alboronia wurde möglicherweise nach der Königin Buran benannt, der Frau des Kalifen von Bagdad, die um 800 lebte.
Die früheste Erwähnung eines Gerichts mit diesem Namen war „Gefüllte Buraniya“ in einer Rezeptsammlung des Prinzen Ibrahim ibn al-Mahdi (779–839) aus Bagdad, zusammengestellt im Jahr 1226 im Kochbuch Kitāb at-Tabīch (Buch der Gerichte) von Muhammad ibn al-Hasan al-Baghdadi. Mit dem arabischen bestimmten Artikel al- entstand das Wort „Alboronia“. In Nordmarokko wurde Alboronia schließlich zu einem beliebten Auberginen- und Hühnchengericht.

## Zubereitungen
Almoronía hat eine Hauptzutat: Auberginen. „Ganzes Būrāniyya“ im Kitāb at-tabīch trägt diesen Namen, weil es mehrere Techniken vereint: Das Gericht besteht aus Schichten von Fleisch und gebratenen Auberginen sowie geschichteten Fleisch- und Auberginenpfannkuchen. Mandeln, Eier und Öl werden hinzugefügt und das Gericht im Ofen geschmort. Es ist wahrscheinlich, dass dieses Gericht, das ursprünglich im Kitāb at-tabīch vorkam, lexikalisch und kulinarisch unter dem Namen almoronía in das jüdische kulinarische Erbe des modernen Marokko übertragen wurde. Allerdings sind die marokkanischen Juden die einzigen, die das Gericht nicht verändert und dessen Namen beibehalten haben. Sie bereiten dieses Gericht weiterhin auf die gleiche Weise wie im Kitāb at-tabīch zu, nämlich mit Fleisch und Auberginen sowie ohne Paprika oder Tomaten.